# Gare de La Mure
 (septembre 2021).
La gare de La Mure est une gare ferroviaire française, elle est le terminus haut de la ligne du chemin de fer de la Mure reliant jusqu'en 2010; Saint-Georges-de-Commiers à La Mure, en Isère.

## Situation ferroviaire
La gare est située à l'entrée nord de la ville de la Mure, en bordure de la route Napoléon, à 882 mètres d'altitude.
En gare, plusieurs voies permettaient la manœuvre des motrices, leur permettant de reprendre la tête des rames lors de leur arrivée depuis Saint-Georges-de-Commiers. En temps normal, aucune motrice et aucune voiture de voyageurs ne reste en dépôt en gare de la Mure.

## Histoire
La gare a rouvert au public le 20 juillet 2021 après avoir été profondément modifiée et en partie reconstruite.

## Service des voyageurs

### Accueil

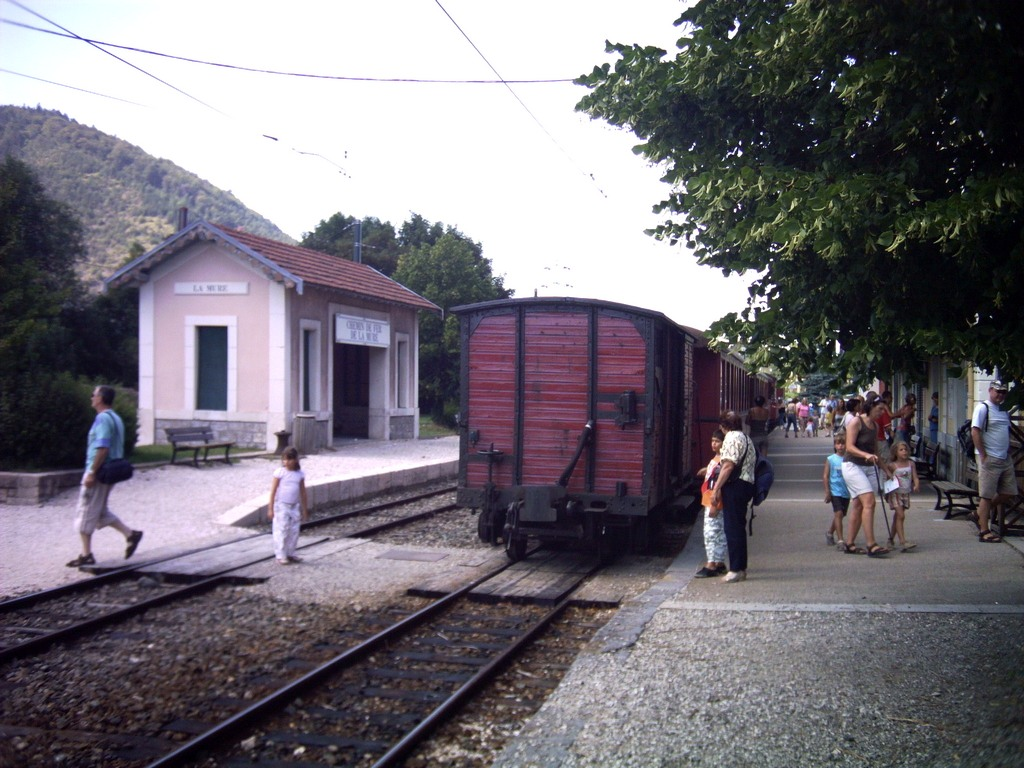
Animation en gare de La Mure (été 2007)

Le bâtiment voyageurs comporte, outre l'espace d'accueil et de vente des billets, un espace d'exposition sur la ligne, comportant notamment des photos de sa construction et divers documents anciens la concernant.
La gare est en activité du printemps à la fin de l'été, selon des dates fixées par le conseil général de l'Isère.

### Desserte
La gare est desservie d'avril à octobre, uniquement certains jours en-dehors de la période de forte fréquentation. En période d'affluence, la gare est desservie par un train par heure tandis qu'elle est desservie par un train toutes les deux heures le reste du temps.

### Intermodalité
En gare de la Mure, les voyageurs trouvent aussi une liaison par autocars vers un service de navigation sur la retenue du lac de Monteynard-Avignonet, qu'ils ont surplombé lors de leur parcours en train.